# Comuna Svilengrad, Haskovo
Obștina Svilengrad (comuna Svilengrad) este o unitate administrativă în regiunea Haskovo din Bulgaria. Cuprinde un număr de 24 localități.  Reședința sa este orașul Svilengrad. Localități componente:
| - Varnik - Generalovo - Dervișka Mogila - Dimitrovice - Kapitan Andreevo - Kostur - Levka - Lisovo - Matocina - Mezek - Mihalici - Mladinovo | - Momkovo - Mustrak - Pașovo - Păstrogor - Ravna Gora - Raikova Mogila - Svilengrad - Siva Reka - Sladun - Studena - Cernodăb - Știt |

## Demografie
Componența etnică a comunei Svilengrad
     Turci (1,37%)
     Romi (7,39%)
     Bulgari (82,89%)
     Nicio identificare (8,07%)
     Altele (0,26%)
La recensământul din 2011, populația comunei Svilengrad era de 23.004 locuitori. Din punct de vedere etnic, majoritatea locuitorilor (82,89%) erau bulgari, existând și minorități de romi (7,39%) și turci (1,37%). Pentru 8,07% din locuitori nu este cunoscută apartenența etnică.